# Eupteryx calcarata
Eupteryx calcarata är en insektsart som beskrevs av Ossiannilsson 1936. Eupteryx calcarata ingår i släktet Eupteryx och familjen dvärgstritar. Arten är reproducerande i Sverige. Inga underarter finns listade i Catalogue of Life.